# Holyrood (Édimbourg)
Pour les articles homonymes, voir Holyrood.
Holyrood est un quartier d'Édimbourg, capitale de l'Écosse. Situé immédiatement à l'est de la ville, à l'extrémité de Royal Mile, Holyrood faisait autrefois partie du burgh de Canongate (en) avant l'expansion d'Édimbourg en 1856. On associe toujours toutefois les parties ouest d'Holyrood aux aires de Canongate et Dumbiedykes (en).
Holyrood comprend les sites suivant:
1. Le bâtiment du Parlement écossais.
2. Le palais de Holyrood, résidence officielle en Écosse du souverain du Royaume-Uni.
3. Les ruines de l'abbaye de Holyrood
4. Holyrood Park, qui entoure le palais royal.
5. Moray House School of Education (en).
6. Our Dynamic Earth.
7. Diverses propriétés du gouvernement.